# Hugo van Sausenberg
Hugo van Sausenberg (overleden in 1444) was van 1441 tot 1444 mede-markgraaf van Baden-Sausenberg. Hij behoorde tot het huis Baden.

## Levensloop
Hugo was de tweede zoon van markgraaf Willem van Baden-Sausenberg en Elisabeth van Montfort-Bregenz. Nadat zijn vader in 1441 troonsafstand deed, werd Hugo samen met zijn oudere broer Rudolf IV markgraaf van Baden-Sausenberg. Omdat beide broers nog minderjarig waren, werden ze onder het regentschap geplaatst van graaf Jan van Freiburg-Neuchâtel.
Nadat Hugo en Rudolf IV volwassen waren verklaard, kregen ze op 8 september 1444 van graaf Jan van Freiburg-Neuchâtel het district Badenweiler, inclusief het kasteel Badenweiler toegewezen. Hierdoor waren vanaf dan de districten Badenweiler, Rötteln en Sausenberg in handen van de markgraven van Sausenberg en deze vormden het gebied Markgräflerland, ten noorden van Bazel en ten zuiden van Freiburg.
Later dat jaar stierf Hugo op jonge leeftijd. Omdat hij ongehuwd en kinderloos gebleven was, werd zijn broer Rudolf IV de enige heerser van Baden-Sausenberg.